# Chobda
Chobda (w górnym biegu Wielka Chobda; kaz.: Қобда, Kobda; Үлкен Қобда, Ülken Kobda; ros.: Хобда, Chobda; Большая Хобда, Bolszaja Chobda) – rzeka w północno-zachodnim Kazachstanie, w dolnym biegu graniczna z Rosją, lewy dopływ Ileku w dorzeczu Uralu. Długość - 225 km (363 km od źródeł Karachobdy), powierzchnia zlewni - 14,7 tys. km², przepływ od 3 m³/s do 650 m³/s. Reżim śnieżny. 
Chobda wypływa na zachodnich stokach Mugodżarów, płynie na północny zachód przez Wyżynę Przeduralską i uchodzi do Ileku na granicy kazachsko-rosyjskiej. Latem rozpada się na oddzielne odcinki. Wody wykorzystywane do zawadniania, na brzegach złoża węgla kamiennego.